# Miguel Maza Márquez
Miguel Alfredo Maza Márquez (Santa Marta, 4 de diciembre de 1937) es un policía retirado colombiano, miembro de la Policía Nacional de Colombia llegando a ser General y director del Departamento Administrativo de Seguridad (DAS) entre 1985 y 1991. En 2016, fue condenado a 30 años de prisión por su participación en el asesinato de Luis Carlos Galán.

## Biografía
Nació en Santa Marta, el 4 de diciembre de 1937, hijo de Gladis Elodia Márquez y Miguel Maza Uged. Se graduó de sociología en la Universidad Autónoma del Caribe, contrajo matrimonio con Isolda Álvarez. Fue oficial de la policía nacional llegando hasta grado de General.

### Director del Departamento Administrativo de Seguridad
Como director del Departamento Administrativo de Seguridad (DAS), Maza Márquez se volvió blanco de los narcotraficantes del denominado grupo "Los Extraditables" que querían impedir a toda costa la aprobación del tratado de extradición de colombianos hacia Estados Unidos por delitos relacionados al tráfico de estupefacientes. Los extraditables estaban conformados principalmente por los jefes del Cartel de Medellín, Pablo Escobar, Carlos Lehder, Gustavo Gaviria, los hermanos Ochoa Vásquez y Gonzalo Rodríguez Gacha.
En mayo de 1989, fue objeto de un atentado a su vehículo, en Bogotá. Fue objetivo del atentado al edificio del DAS el 6 de diciembre de 1989, cuando Los Extraditables hicieron estallar un autobús-bomba, activado por sicarios del Cartel de Medellín, que destruyó casi en su totalidad la sede principal del DAS en el sector de Paloquemao en Bogotá. La acción buscaba asesinar al General Maza Márquez quien salió ileso gracias al blindaje de su oficina. En la explosión murieron cerca de 60 personas, cientos de heridos y numerosas empresas, infraestructura y bienes resultaron afectados.
Posteriormente se afirmaría en la Corte Suprema de Justicia nexos entre Maza Márquez y las Autodefensas del Magdalena Medio.
Se ha solicitado su investigación por el asesinato del candidato presidencial Carlos Pizarro en 1990.

### Escándalo de DMG
Maza Márquez fue involucrado en las investigaciones de la "DMGpolítica", en la que la empresa DMG Grupo Holding S.A. fue cuestionada por manejar un presunto lavado de activos para narcotraficantes y captación ilegal de dinero.
En septiembre de 2008, Maza Márquez recibió una propuesta del exdirector de Interpol en Colombia y exdirector del DAS, Germán Cano, para que hiciera una asesoría técnico-científica a la firma Provitec, de la que era gerente. Fue contratado por dos meses. Su función consistió en verificar los detectores de mentira y los perros antiexplosivos que Provitec utilizaba. Maza Márquez señaló que no sabía que David Murcia Guzmán, dueño de DMG Grupo Holding S.A. estuviera involucrado con Provitec. Provitec resultó siendo propiedad del principal socio de Murcia Guzmán, William Suárez.
El nombre del exgeneral Maza fue mencionado dos veces en la audiencia contra Murcia Guzmán. La primera en un diálogo entre Maza Márquez y el socio de DMG Daniel Ángel, en la que el Maza se comprometió a colaborar en el proceso de Provitec. La segunda conversación entre los socios de DMG, Daniel Ángel y Margarita Pabón, en la que se refieren a Maza como parte de importantes negocios.

### Caso Luis Carlos Galán
En junio de 2009 el general en retiro Miguel Maza Márquez es vinculado a la investigación del magnicidio de Luis Carlos Galán, candidato presidencial asesinado el 18 de agosto de 1989 por orden de Pablo Escobar. A Maza Márquez se le interrogó por qué le cambió la guardia a Galán Sarmiento mientras se desempeñó como Director del DAS, cuando su deber era garantizar de manera apropiada la integridad del mismo, dado que su vida peligraba de manera constante por amenazas en su contra y por un fallido atentado anterior contra Galán en Medellín. A la investigación se le agregó que los 18 sicarios presentes la noche del ataque portaban carnet del B2 del Ejército Nacional. Así lo manifestó la periodista Virginia Vallejo en varias entrevistas a medios internacionales, en las cuales ha recordado lo que se ha descubierto en las investigaciones y que, además, Jacobo Torregrosa, entonces jefe de seguridad del candidato con 85 guardaespaldas bajo su mando, había sido escogido por el mismo general Maza Márquez. Posteriormente ha afirmado Virginia Vallejo, tanto ella como otras tantas fuentes, que Torregrosa trabajaba para Pablo Escobar; él y los 18 sicarios fueron asesinados en los meses y años siguientes al magnicidio.

### Detención
Maza Márquez terminó condenado a 30 años de cárcel por el asesinato de Luis Carlos Galán Sarmiento, el 24 de noviembre de 2016, 27 años después de su muerte, por debilitar deliberadamente su esquema de seguridad.
Fue rechazado en 2022, su sometimiento a la Jurisdicción Especial para la Paz (JEP), y no se presentó a la audiencia por los crímenes contra la Unión Patriótica.
El 18 de julio de 2016, fue asesinado su hijo Miguel Segundo Maza Álvarez en Magangué (Bolívar).